# Guadeloupe (archipel)
Pour les articles homonymes, voir Guadeloupe (homonymie).
La Guadeloupe est un archipel des Petites Antilles, située dans la mer des Caraïbes. Elle forme l'entité la plus grande et la plus peuplée de la région monodépartementale d'outre-mer française portant le même nom : la Guadeloupe. Elle est située à 41 km au nord-nord-ouest de l'île de la Dominique et à 55 km au sud-est de Montserrat.

## Géographie
La Guadeloupe a une superficie de 1 434 km2, elle se compose de deux terres ou îles distinctes, qui sont séparées par un fin bras de mer n'excédant pas 200 mètres de large, appelé « la Rivière Salée ». La zone économique exclusive (ZEE normalement fixée à 200 milles des côtes) a été étendue à 350 milles en 2015 après l'avis favorable de l'Organisation des Nations unies.
- La Basse-Terre à l’ouest, 848 km2 (massif ovale de 45 km sur 20), est montagneuse et recouverte du nord au sud d'une forêt tropicale très dense, où abondent les rivières et cascades.

D’origine volcanique (comme certaines îles voisines de Dominique, Martinique et Sainte-Lucie), son plus haut sommet est le volcan en activité de la Soufrière, culminant à 1 467 mètres, soit la plus haute altitude des Petites Antilles ; il se trouve non loin de la ville de Saint-Claude. Comme dans la plupart des îles volcaniques, on y trouve de nombreuses plages de sable noir et de sable roux.
- La Grande-Terre à l’est, 586 km2 (triangle d’environ 40 km de côté), est plate et aride. L’eau douce de consommation y est apportée de l’île de Basse-Terre par des canalisations sous le pont[Lequel ?] traversant la Rivière Salée qui sépare les deux terres[réf. nécessaire].

Sur un substrat calcaire (comme les îles voisines d’Antigua ou Barbade), elle se compose d’une plaine bordée d’une mangrove au sud-ouest, d’une succession irrégulière de mornes appelée les Grands Fonds au centre, et d’un plateau aride dentelé de côtes rocheuses et sauvages au nord. C’est sur le littoral sud de la Grande-Terre, parsemé de plages de sable blanc, à l’abri des récifs coralliens, que se concentrent les grandes stations balnéaires ; ce littoral est appelé « la Riviera »[réf. souhaitée].
La circulation automobile entre Basse-Terre et Grande-Terre se fait par deux ponts : le pont de la Gabarre et le pont de l'Alliance.
La Rivière Salée coule sur un axe nord-sud selon les courants de marée, entre les deux îles. La disposition des deux îles de part et d'autre de ce bras de mer fait qu'elles sont souvent comparées aux ailes d’un papillon déployé sur la mer.

### Îles, îlets, îlots, roches de la Guadeloupe
- Îles de la Guadeloupe:
  - Grande-Terre
  - Basse-Terre

- Îlets de la Côte-sous-le-vent :
  - Tête à l'Anglais
  - Îlet à Kahouanne
  - Îlets Pigeon

- Îlets du Petit Cul-de-sac marin :
  - Îlet du Gosier
  - Îlet Brument
  - Îlet Boissard
  - Îlet Chasse
  - Îlet Feuille
  - Îlet Fortune
  - Grand Îlet
  - Îlet Frégate de Haut

- Îlets du Grand Cul-de-sac marin :
  - Îlet Macou
  - Îlet Duberran
  - Îlet à Christophe
  - Îlet à Colas
  - Îlet à Fajou
  - Îlet Mangue à Laurette
  - Îlet à Caret
  - La Biche
  - Îlet Crabière
  - Îlets de Carénage
    - Îlet Blanc

- Autre :
  - Îlet à Gourde

#### Îles desDépendances de la Guadeloupe

##### Groupe d’îles deMarie-Galante
- Île de Marie-Galante
- Îlet de Vieux Fort

##### Groupe d’îles deLa Désiradeet desîles_de_la_Petite-Terre
- Île de la Désirade
- Îles de la Petite-Terre
  - Terre-de-Haut
  - Terre-de-Bas
  - Baleine du Sud

##### Archipel des Saintes
- Terre-de-Haut
- Terre-de-Bas
- Grand-Îlet
- Les Augustins
- Îlet à Cabrit
- La Coche
- Le Pâté
- La Redonde
- Les Roches percées

### Liste des villes de la Guadeloupe
| Rang | Villes               | Pop. (2006) | Superficie (km²) | Densité |
| ---- | -------------------- | ----------- | ---------------- | ------- |
| 1    | Baie-Mahault         | 27 906      | 46,02            | 606     |
| 2    | Petit-Bourg          | 21 153      | 130,88           | 162     |
| 3    | Sainte-Rose          | 19 989      | 119,65           | 167     |
| 4    | Capesterre-Belle-Eau | 19 610      | 104,31           | 188     |
| 5    | Lamentin             | 15 738      | 65,63            | 240     |
| 6    | Basse-Terre - BTR    | 12 834      | 5,78             | 2 220   |
| 7    | Saint-Claude - BTR   | 10 624      | 34,27            | 306     |
| 8    | Trois-Rivières       | 8 864       | 31,22            | 284     |
| 9    | Gourbeyre - BTR      | 8 033       | 23,52            | 342     |
| 10   | Vieux-Habitants      | 7 675       | 58,70            | 131     |
| 11   | Goyave               | 7 575       | 60,91            | 124     |
| 12   | Bouillante           | 7 511       | 43,46            | 173     |
| 13   | Pointe-Noire         | 7 149       | 59,71            | 120     |
| 14   | Baillif - BTR        | 6 086       | 24,37            | 250     |
| 15   | Deshaies             | 4 287       | 32,15            | 133     |
| 16   | Vieux-Fort           | 1 749       | 7,24             | 242     |
| 17   | Les Abymes           | 60 053      | 81,25            | 739     |
| 18   | Le Gosier            | 27 370      | 42,20            | 649     |
| 19   | Sainte-Anne          | 23 073      | 80,29            | 287     |
| 20   | Le Moule             | 21 027      | 82,84            | 254     |
| 21   | Pointe-à-Pitre - PTP | 17 541      | 2,66             | 6 594   |
| 22   | Morne-à-l'Eau        | 16 703      | 63,56            | 263     |
| 23   | Saint-François       | 13 424      | 59,82            | 224     |
| 24   | Petit-Canal          | 8 180       | 70,35            | 116     |
| 25   | Port-Louis           | 5 481       | 43,24            | 127     |
| 26   | Anse-Bertrand        | 4 751       | 60,47            | 79      |

## Galerie

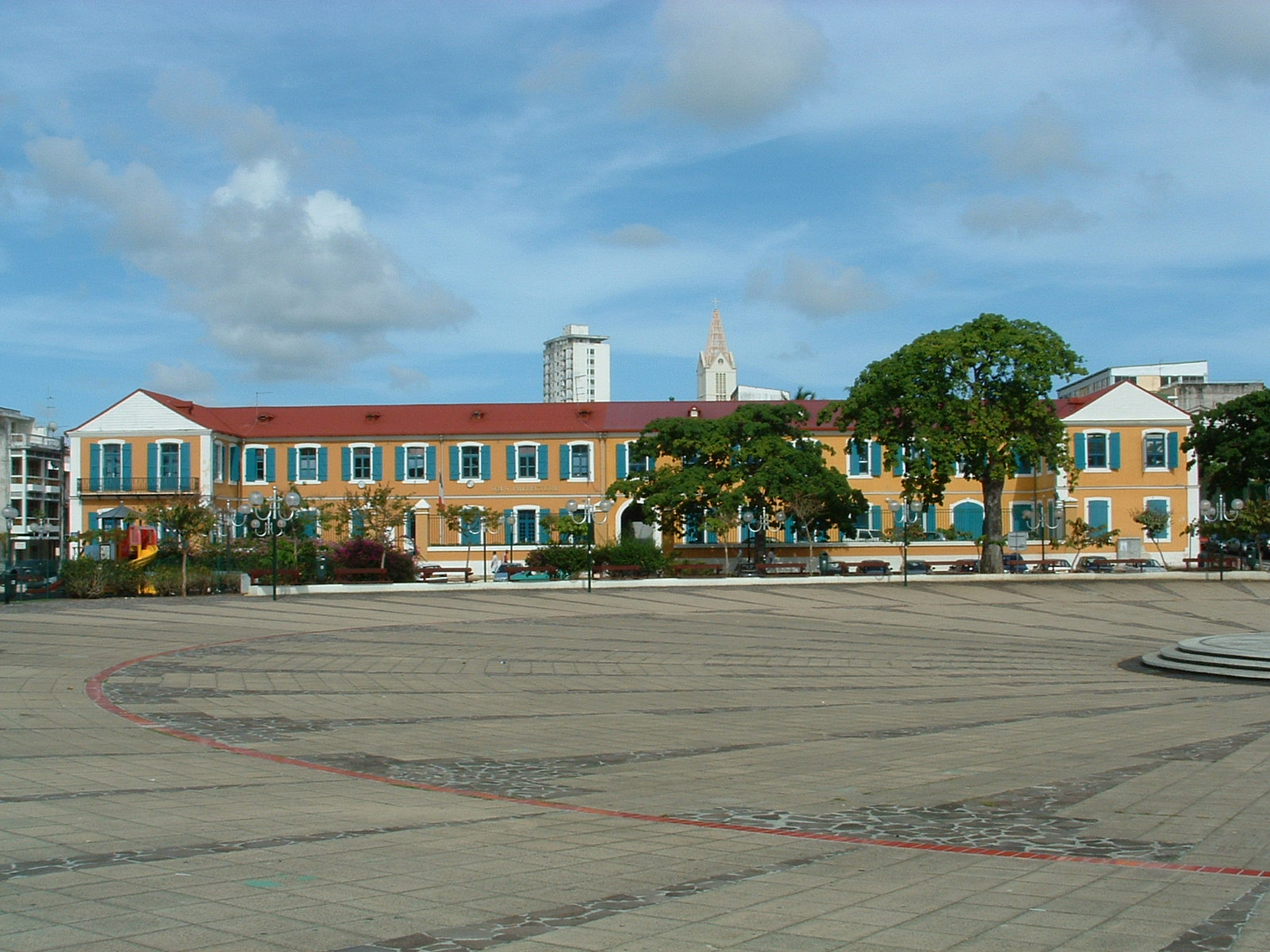
Pointe-à-Pitre, principal centre économique de la Guadeloupe.
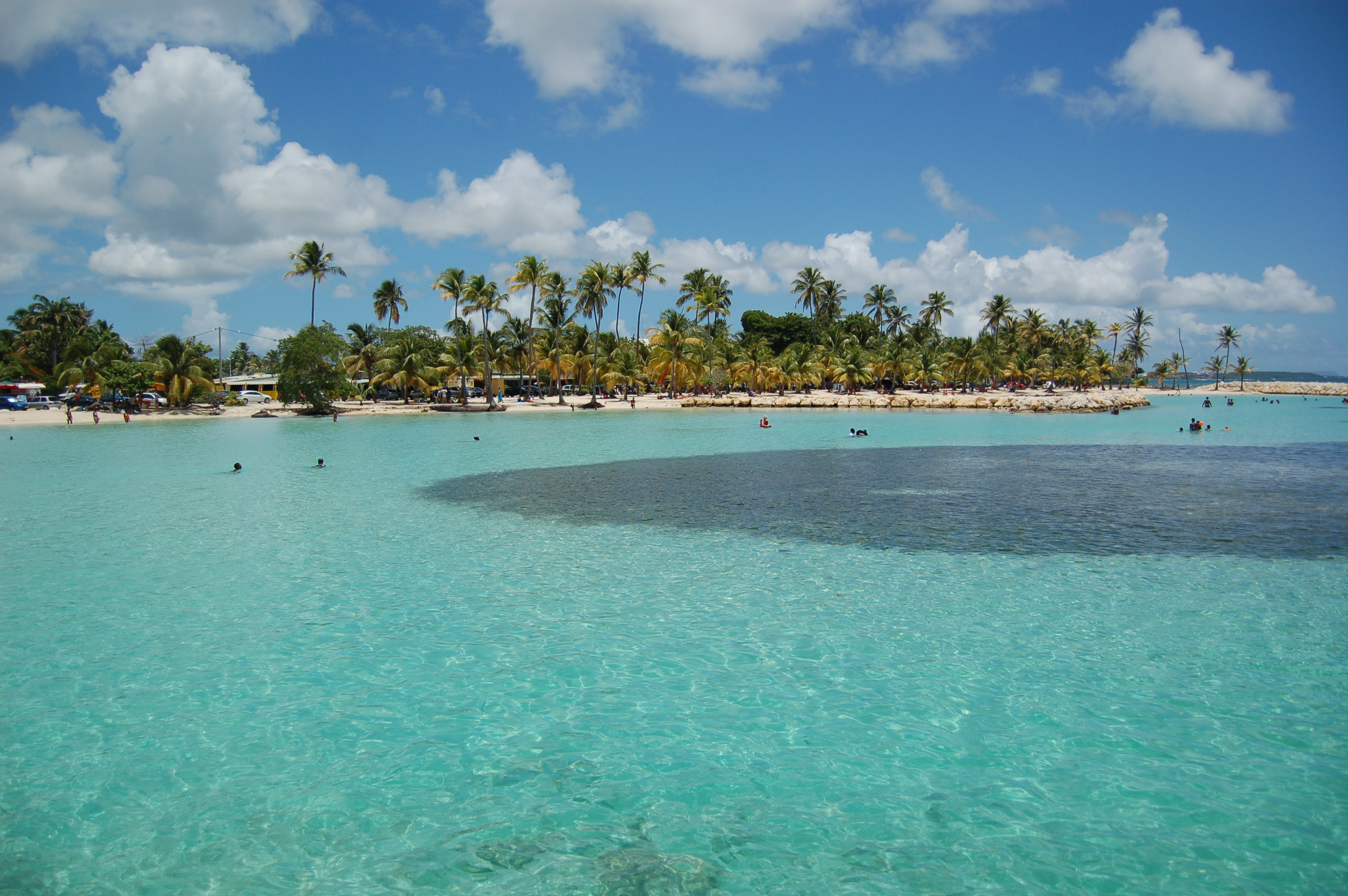
La plage de Sainte-Anne.
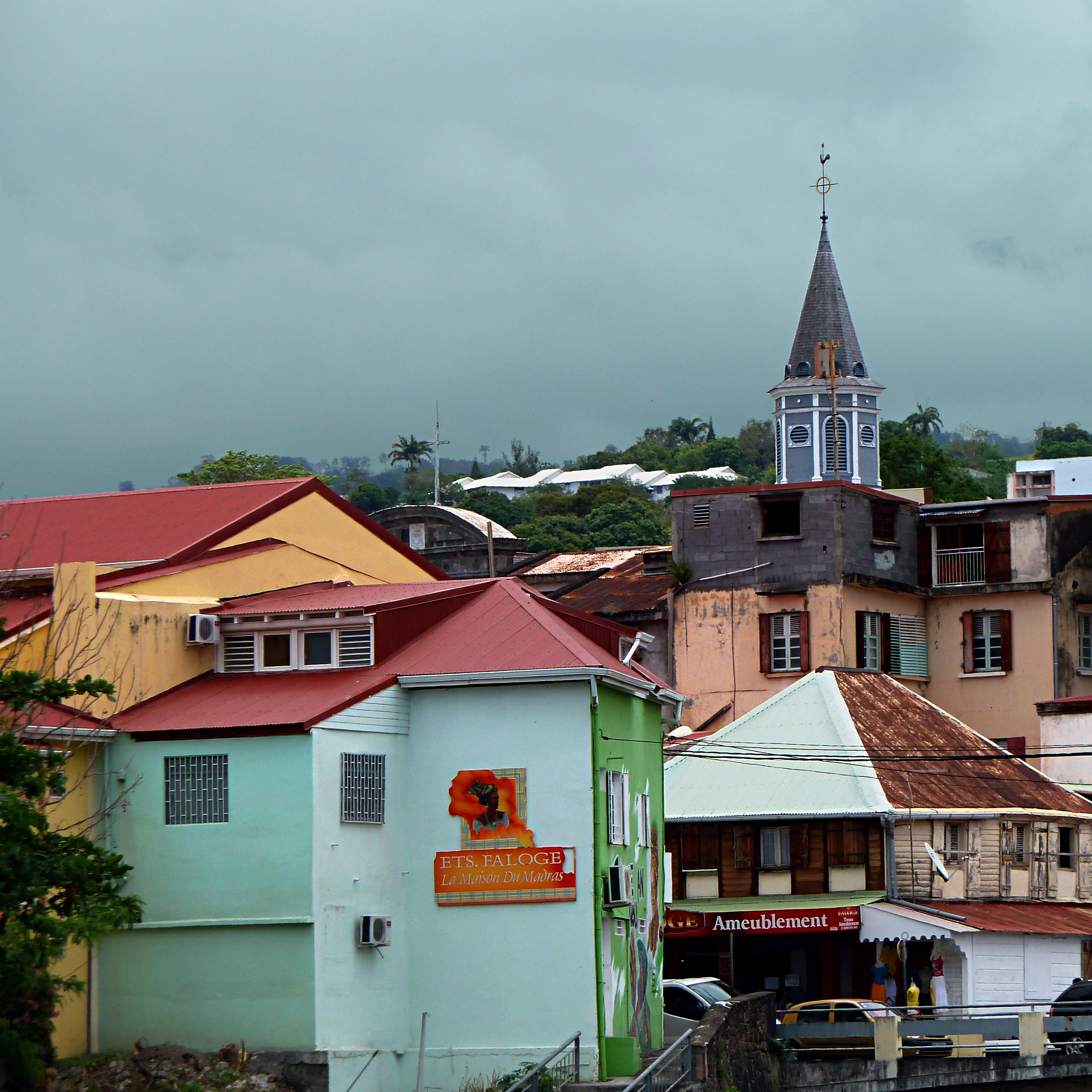
Le centre-ville de Basse-Terre, préfecture de la Guadeloupe.
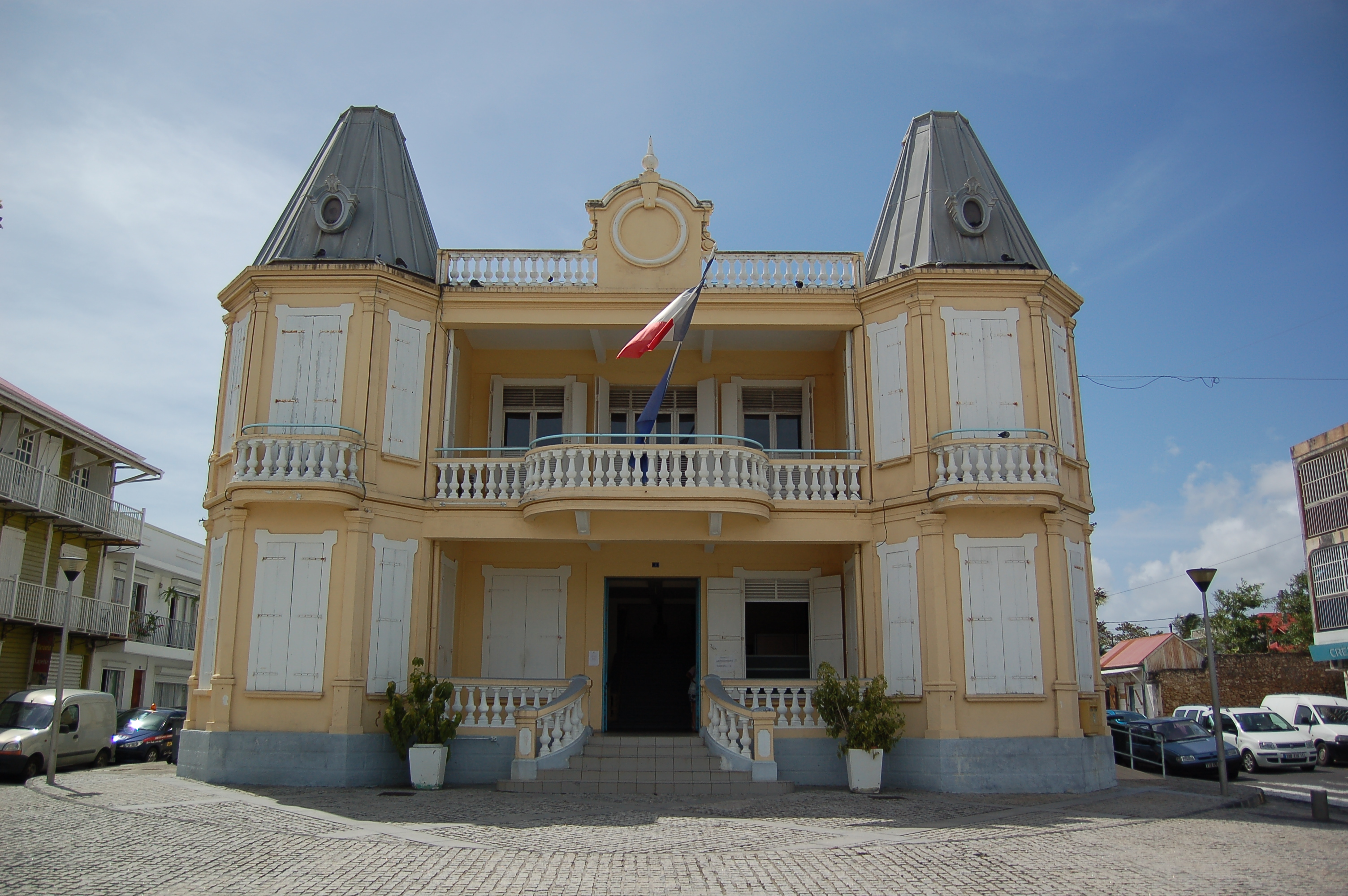
Vue sur la mairie du Moule.
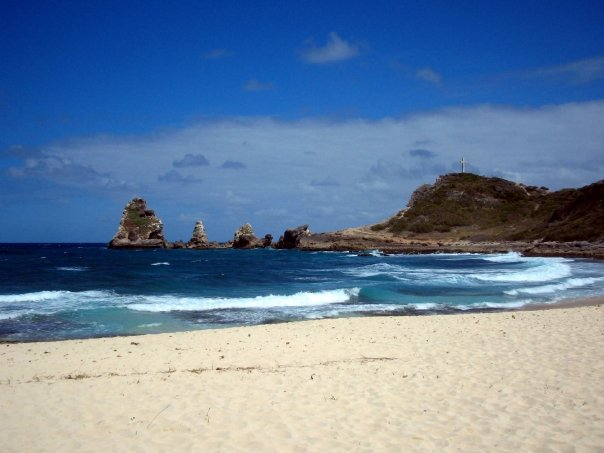
La pointe des Châteaux à l'est de l'île Grande-Terre.
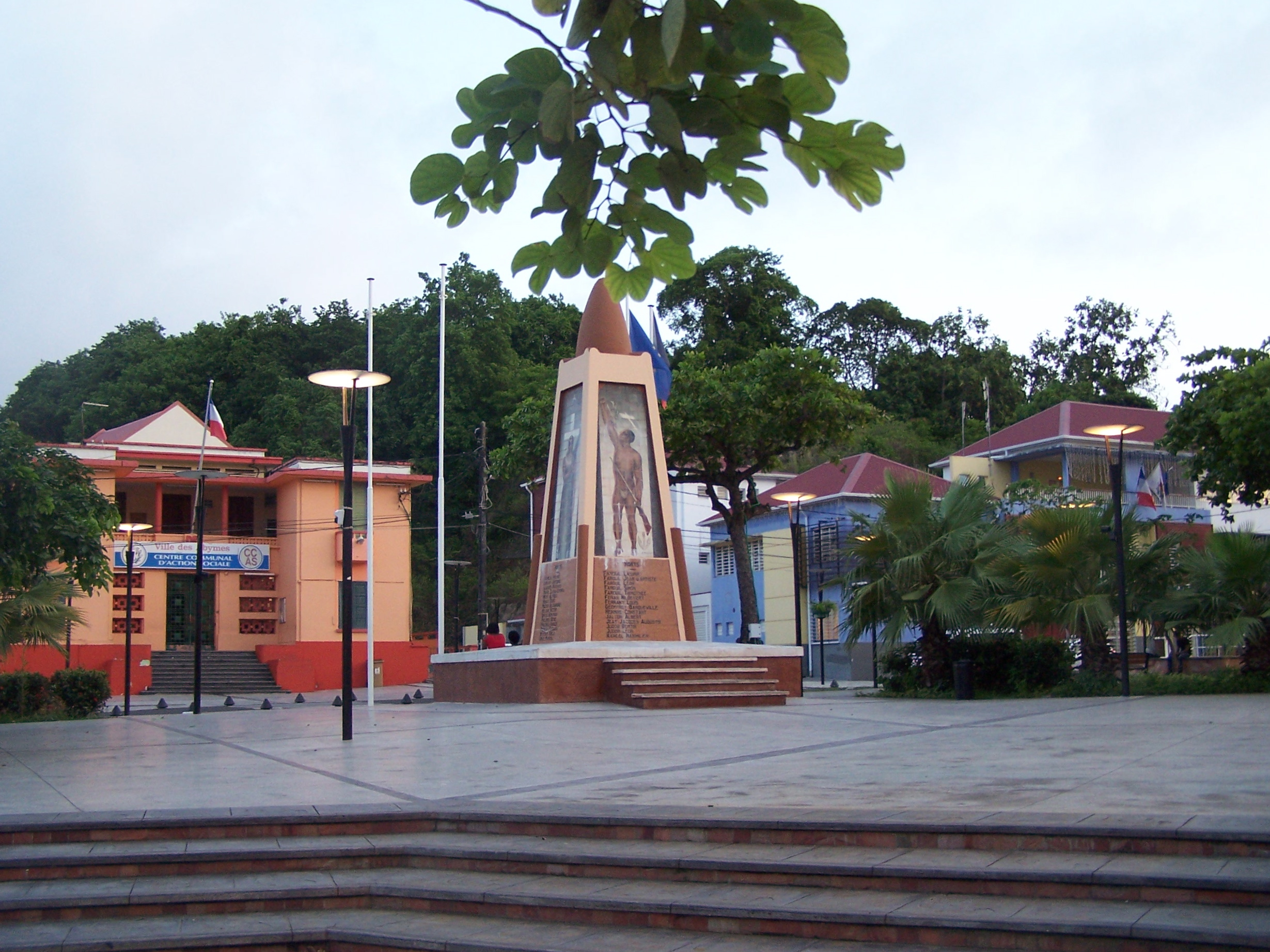
La place principale des Abymes, plus grande ville de la Guadeloupe.
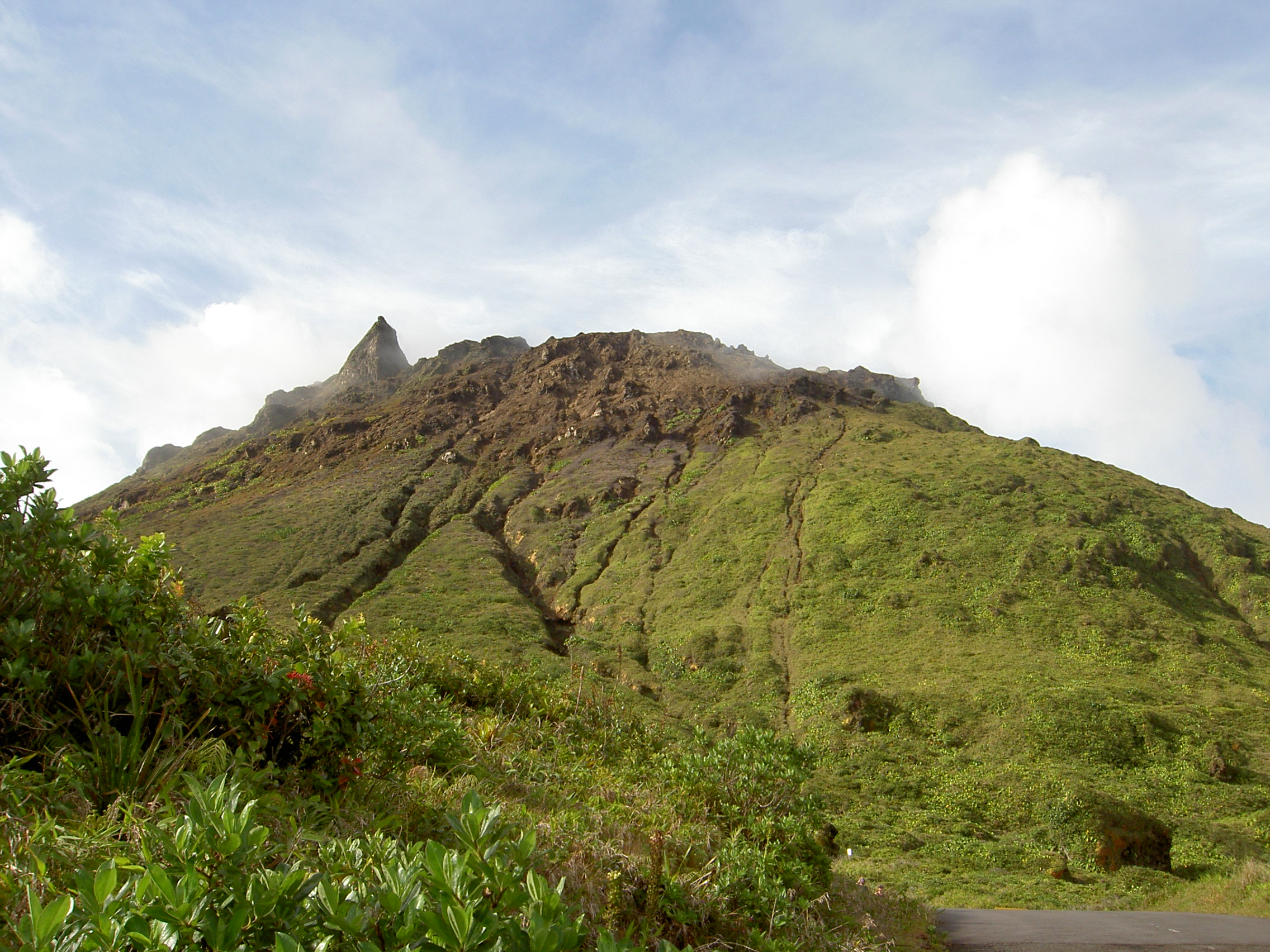
Le volcan de la Soufrière à Saint-Claude.
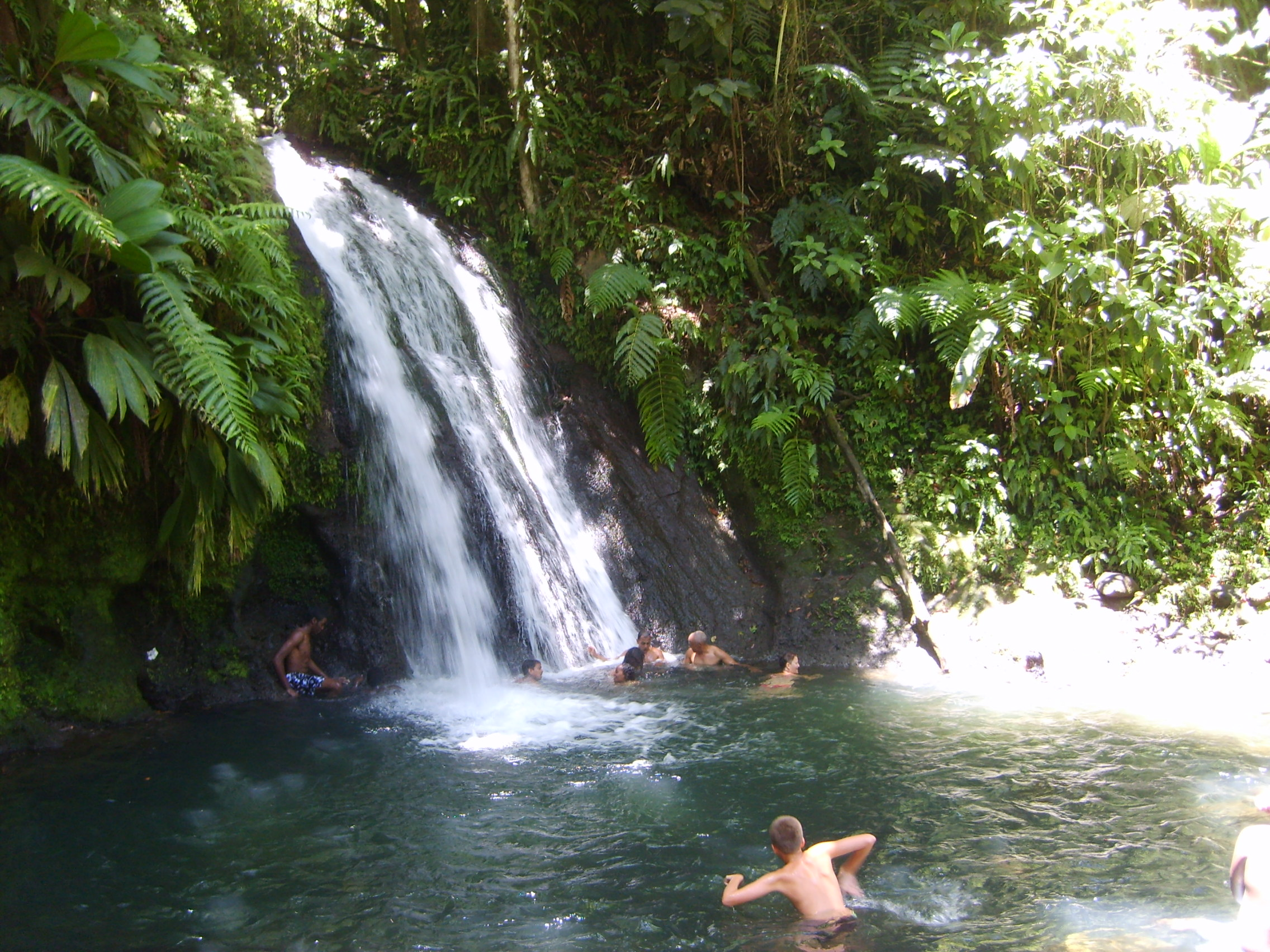
La Basse-Terre regorge de rivières et de cascades.
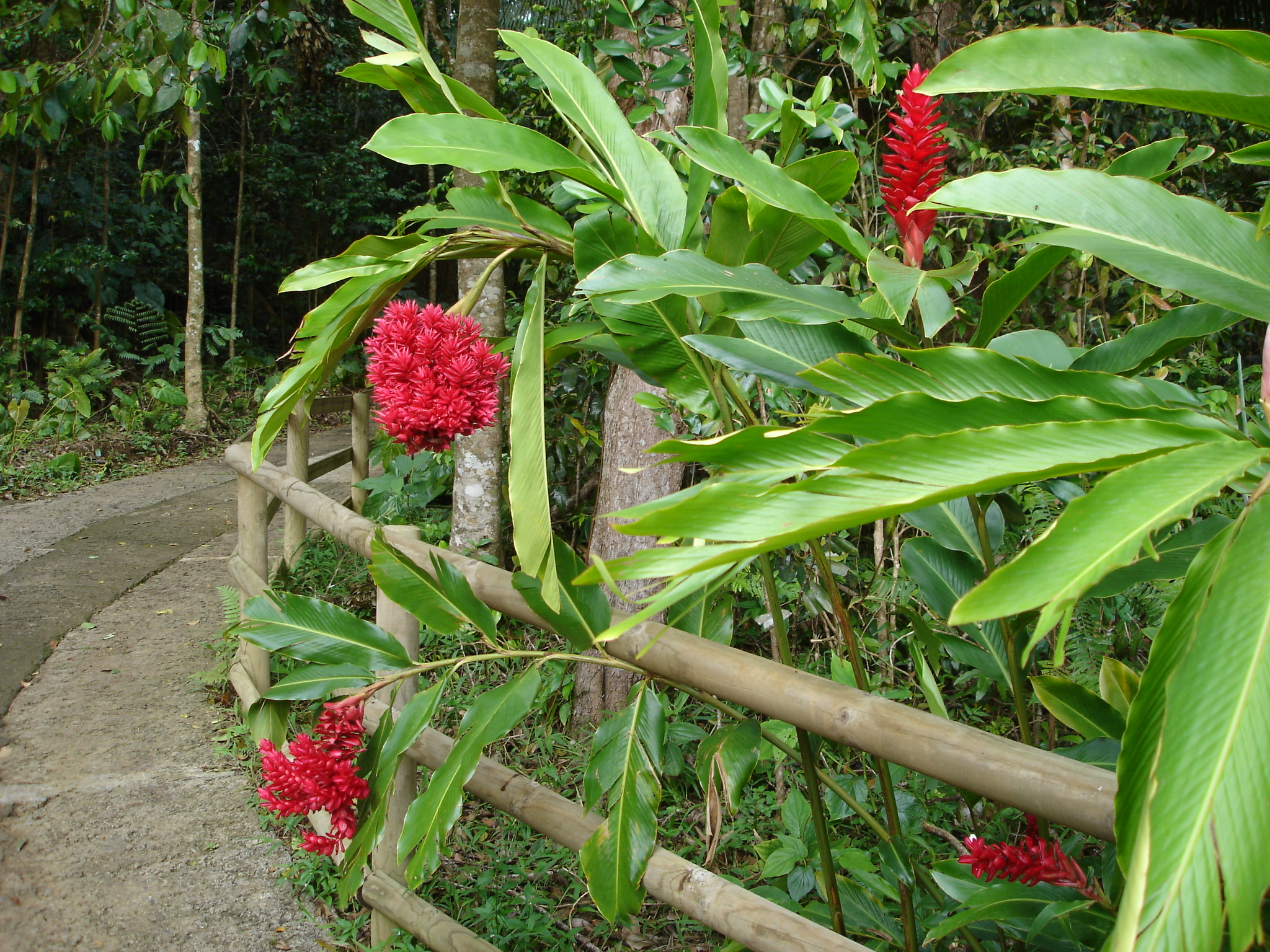
L'île dévoile une flore exubérante.
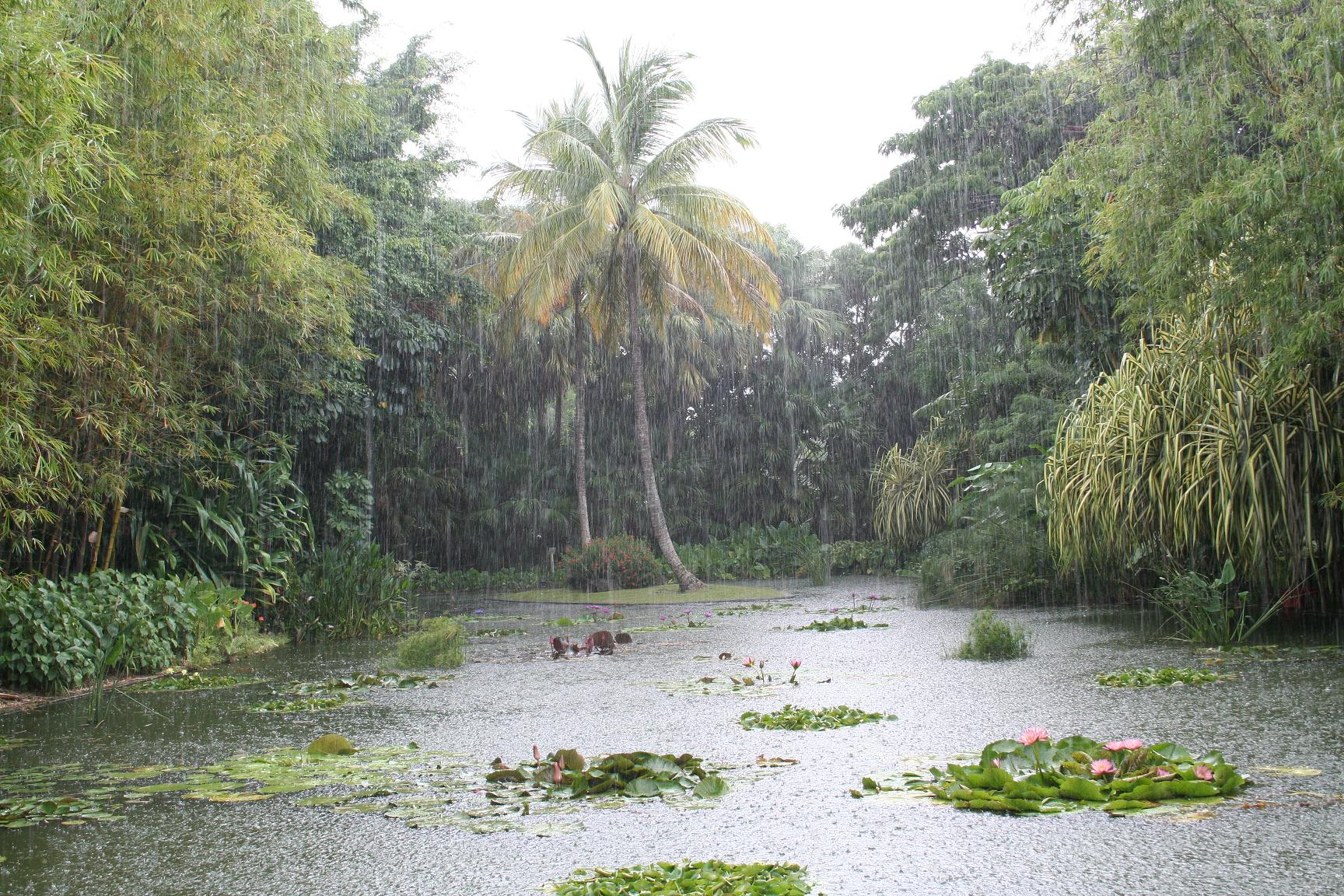
Le jardin botanique de Deshaies, sous la pluie.